# 擡頭

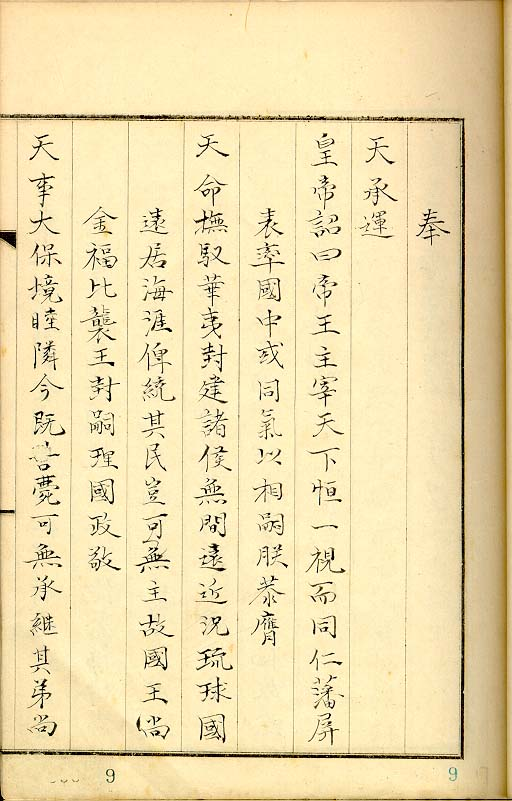
琉球王国の外交記録である『歴代宝案』の一部。「天」と「皇帝」とを擡頭としている。

擡頭（たいとう）とは、敬意を表すべき語の直前で改行し、その語をほかの行の先頭より1文字から数文字高いところから書き始めることをいう。上げ書きともいう。漢字文化圏の慣習であった。

## 概要
中国の古典籍では対象への敬意を表す場合、直前を空ける闕字、直前で改行する平出、直前で改行して文字を嵩上げする擡頭（たいとう）の三種がある。
敬意表現の程度としては闕字や平出よりも高い。擡頭は尊敬の度合いにより、1文字から3文字程度の嵩上げをするが、書き手との相対的な関係で定まるもので絶対的な基準があるわけではない。闕字や平出は唐令に規定された敬意表現であるのに対し、擡頭は元朝以降に敬意表現として明確になった。
日本では公式令に規定がないなど同令に規定がある平出・闕字と比較して用例は少ない。むしろ、用例として多いのは江戸幕府の文書における例であり、例えば「東照大権現」（もしくは単に「大権現」）・「故相国」（太政大臣に任じられていた今は亡き将軍）などが挙げられる。